# Црква Светих 40 мученика севастијанских у Барама
Црква Светих 40 мученика севастијанских у Барама, селу града Пожаревца, припада Епархији браничевској Српске православне цркве. 
Црква посвећена Светим мученицима Севастијанским изграђена је у периоду од 1924. до 1928. године.